# Axel Julius De la Gardie
Axel Julius De la Gardie (Estocolmo, 1637 - Ib., 17 de mayo de 1710) fue un aristócrata y mariscal de campo sueco, que ostentó el cargo de gobernador general de Estonia entre 1687 a 1704, durante la Gran Guerra del Norte.

## Carrera
Axel Julius era hijo del militar Jacob De la Gardie y de Ebba Brahe. Llegó a coronel de infantería y caballería. En 1684 alcanza el grado de mayor general de la caballería y coronel de la Guardia Real. En 1668 es nombrado teniente general y a continuación, mariscal de campo. 
Durante la guerra con Rusia, comandó las tropas suecas en Finlandia e Ingria y llevó a cabo acciones defensivas. En 1676, la Dieta de Finlandia reunida en Åbo, acordó medidas defensivas complementarias.

## Familia
En 1664, casó con Sofia Juliana Arvidsdotter Forbus. Sus hijos fueron: 
- Adam Carl De la Gardie (1664-1721)
- Magnus Julius De la Gardie (1668-1741)
- Pontus Fredrik De la Gardie (1669-1717)